# Броненосни крайцери тип „Ибуки“
Ибуки (на японски: 鞍馬型巡洋戦艦) са серия броненосни крайцери на Японския имперски флот от началото на XX век. Името на главния кораб на проекта идва от планината Ибуки, на границата на префектура Шига и префектура Гифу, остров Хоншу. Те са развитие на броненосните крайцери от типа „Цукуба“. Всичко от проекта са построени 2 единици: „Ибуки“ (на японски: 伊吹) и „Курама“ (на японски: 鞍馬). Проектът е преходен тип за японския флот между броненосните и линейните крайцери.

## Конструкция
Типът „Ибуки“ е първоначално поръчан по време на руско-японската война, на 31 януари 1905 г., като типа „Цукуба“. Но преди началото на построяването им те са препроектирани за 8-дюймови (203-мм) оръдия в четири двуоръдейни кули вместо двенадесетте 6-дюймови (152-мм) оръдия. Това изисква по-голям корпус и увеличаване на мощността, за да имат същата скорост като на типа „Цукуба“.
Те са предназначени за бой в линия с броненосците, както това правят двата броненосни крайцера от типа „Касуга“ в битките в Жълто море и Цушима по време на руско-японската война. Появата на „Дредноут“, въоръжен с десет 12-дюймови (305-мм) оръдия и скорост 22 възела прави тези кораби стари преди да бъдат въведени в експлоатация. През 1912 година те са прекласифицирани като линейни крайцери.
Корабите имат обща дължина 147,8 м, дължина между перпендикулярите 137,2 м, ширина 23,0 м и газене при нормална водоизместимост 8,0 м. Те имат нормална водоизместимост 14 636 дълги тона (14 871 т), пълна – 15 595 дълги тона (15 845 т), което е примерно с 900 дълги тона (910 т) повече, отколкото на „Цукуба“. Екипажът им наброява 845 офицера и матроса. „Ибуки“ получава парна турбина, поради забавяне на доставката на оригиналната силова установка и като експеримент на флота, но това не се отразява на скоростта на кораба спрямо събратята му с парни машини.

### Въоръжение
На корабите са запазени четирите 305-мм/45 оръдия в двуоръдейни кули в носовата и кърмовата части като главен калибър от предходния проект. Оръдията имат ъгъл на възвишение 23°, ъгъл на снижаване −3°. Това им позволява да водят огън с бронебоен снаряд на 22 000 м. Оръдията стрелят с няколко типа снаряди с еднаквото тегло от 386 кг. Новото е, че те вече имат осем 203 mm оръдия в сдвоени кули, разположени по бордовете. Числото на 120 mm артилерия нараства до четиринадесет.

## Представители на проекта и история на службата
| Име           | Заложен     | Спуснат на вода  | Влязъл в строй  | История на службата                                                                                             |
| ------------- | ----------- | ---------------- | --------------- | --- |
| „Ибуки“ 伊吹  | 22 май 1907 | 21 октомври 1907 | 11 ноември 1911 | „Жертва“ на решенията на Вашингтонската конференция от 1922 г. и предаден за скрап на 20 септември 1923 година. |
| „Курама“ 鞍馬 | май 1907    | 21 ноември 1907  | 1 ноември 1909  | „Жертва“ на решенията на Вашингтонската конференция от 1922 г. и предаден за скрап на 20 септември 1923 година. |

## Оценка на проекта
„Полулинеен полукрайцер“.